# Programmierte Unterweisung
Programmierte Unterweisung (oder Programmiertes Lernen) ist ein forschungsbasiertes System, das den Lernenden hilft, erfolgreich zu arbeiten. Die Methode wird von der Forschung einer Vielzahl von angewandten Psychologen und Pädagogen geleitet.
Das Lernmaterial befindet sich in einer Art Lehrbuch, Lehrgerät oder Computer. Das Medium präsentiert das Material in einer logischen und getesteten Reihenfolge. Der Text besteht aus kleinen Schritten oder größeren Stücken. Nach jedem Schritt erhalten die Lernenden eine Frage, um ihr Verständnis zu testen. Nach der Beantwortung der Frage wird sofort die richtige Antwort angezeigt. Dies bedeutet, dass der Lernende in allen Phasen Antworten gibt und sofort über die Ergebnisse informiert wird.
In Erwartung des programmierten Lernens schrieb Edward Lee Thorndike 1912:

“If, by a miracle of mechanical ingenuity, a book could be so arranged that only to him who had done what was directed on page one would page two become visible, and so on, much that now requires personal instruction could be managed by print.”

„Wenn durch ein Wunder des mechanischen Einfallsreichtums ein Buch so angeordnet werden könnte, dass nur für den, der getan hatte, was auf Seite eins unterrichtet war, Seite zwei sichtbar werden würde, und so weiter, dann könnte Vieles, was jetzt noch persönlichen Unterricht erfordert, durch (Buch-)Druck verwaltet werden.“

Thorndike setzte seine Idee jedoch nicht in die Tat um. Das erste derartige System wurde von Sidney L. Pressey entwickelt. Pressey im Jahr 1926.

„Die erste […] Lehrmaschine wurde von Sidney L. Pressey entwickelt […] Obwohl es ursprünglich als selbst rechnende Maschine entwickelt wurde... zeigte [es] seine Fähigkeit, tatsächlich zu lehren.“

## Spätere Entwicklungen
Im Zweiten Weltkrieg, mit weitgehend Wehrpflichtigen Armeen, wurde großer Wert auf die Ausbildung gelegt. Was gelernt wurde, beeinflusste die Aus- und Weiterbildung nach dem Krieg. Eine der Hauptmethoden war die Verwendung von Film als Gruppentrainingsmethode. Die Erforschung der Wirksamkeit von Trainingsfilmen wurde umfassend durchgeführt. In einem Bericht kommentiert Arthur A. Lumsdaine, dass die Forschung zu Filmen „von etwa 1918 bis heute“ (was 1962 bedeutet) weiterging.
Einige Schlussfolgerungen stachen aus der Forschung hervor. Erstens waren Filme großartig darin, einen Überblick über eine Situation oder eine Operation zu geben. Sie waren jedoch weniger erfolgreich darin, die Details zu überwinden. Einige allgemeine Merkmale des Films (und später des Fernsehens) stechen hervor. Eine davon ist, dass ein Film in seinem eigenen Tempo verläuft. Eine Andere ist, dass keine spezifischen Antworten oder Aktivitäten vom Betrachter erforderlich sind. Ein Drittes ist, dass das Publikum abwechslungsreich ist, manchmal sehr vielfältig. Dies gibt Hinweise auf Möglichkeiten, Lehrfilme zu verbessern.
In einem Experiment an der Yale University aus dem Jahr 1946 wurden Fragen für Studenten zwischen Segmenten eines Films über Herz und Zirkulation gestellt, mit präsentierten Lösungen, nachdem die Studenten geantwortet hatten (Erkenntnis der Ergebnisse). Dies trug erheblich zu dem Betrag bei, der aus dem Film gelernt wurde. Lumsdaine kommentierte, dass es so effektiv sei, die Version mit Fragen und Antworten zu zeigen, wie den Film zweimal zu zeigen und es dabei noch schneller sei.
Die Verbindungen zwischen diesem Experiment und denen von Pressey waren offensichtlich. Aktive Antworten der Lernenden und hilfreiches Feedback zu den Aktivitäten wurden nun als kritische Elemente in jedem erfolgreichen Lernsystem angesehen. Presseys Arbeit war halb vergessen worden, aber es wurde jetzt als bedeutend anerkannt.

## Geschichte
Während einer Hospitation im Mathematikunterricht der vierten Klasse stellte der amerikanische Psychologe B. F. Skinner 1953 fest, dass Schüler beim Ausfüllen von Arbeitsblättern eine Auswertung erst nach Bearbeiten des gesamten Blattes erhielten. Dies ist aus behavioristischer Sicht unzureichend, da eine Rückmeldung erst mit zu großem Zeitabstand erfolgt. Skinner entwickelte daraufhin die Programmierte Unterweisung, bei der der Lehrinhalt in kleine Abschnitte gegliedert ist, und nach jedem Abschnitt Verständnisfragen zu beantworten sind. Dies wurde sowohl in Buchform als auch als mechanische Maschine umgesetzt.
Norman Crowder entwickelte Skinners Konzept weiter. An die Stelle von linearen Programmen traten nun verzweigende Programme. Je nach Antwort auf eine Kontrollfrage wird das Programm an einer anderen Stelle fortgesetzt. Dadurch ist es möglich, individuell auf die Fehler der Lernenden einzugehen.

## Beispiel
Hier ist ein Beispiel für verzweigende Form der programmierten Unterweisung:
Abschnitt 1
Karl der Große, 748–814, wurde im Jahre 800 römischer Kaiser.
Lesen Sie weiter in Abschnitt 3
Abschnitt 2
Ihre Antwort ist richtig. Hier endet das Programm.
Abschnitt 3
Karl war aus dem Geschlecht der Karolinger.
 Wann wurde er zum Kaiser gekrönt? Wenn Sie glauben, dass es vor dem Jahre 1000 war, lesen Sie weiter bei 2, sonst bei Abschnitt 4.
Abschnitt 4
Das ist falsch. Machen sie weiter bei Abschnitt 1.